# Jasmin B. Frelih

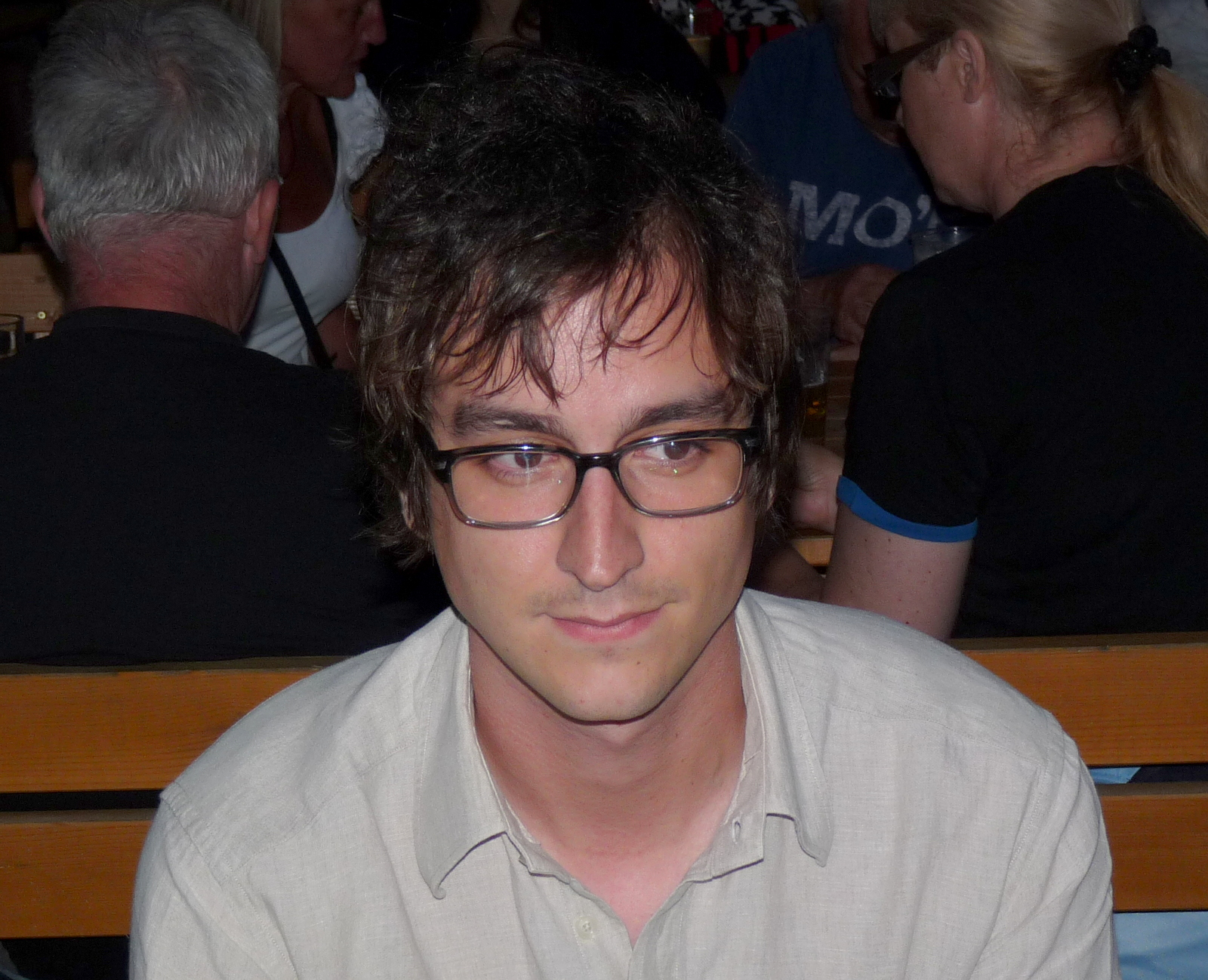
Jasmin B. Frelih.

Jasmin Bajrović Frelih (Kranj, 24 settembre 1986) è uno scrittore e traduttore sloveno.

## Biografia e carriera letteraria
Ha studiato storia e letteratura comparata presso la Facoltà di Filosofia dell'Università di Lubiana.
Centrali, nella sua opera letteraria, sono temi quali digitalizzazione, comunicazione, informazione, futurismo e postmodernismo.
Per il suo primo romanzo A/metà (Na/pol, 2013) ha ricevuto il premio per la migliore opera prima alla Fiera del libro di Lubiana ed è stato insignito nel 2016 del Premio letterario dell'Unione Europea. 
Nel 2015 è apparsa la raccolta di racconti Ideoluzije, che l'autore stesso ha tradotto in inglese, allestendo una mostra basata sul volume.
Nel 2018 ha ricevuto il Premio Rožanc per Bleda svoboda, raccolta di saggi sulla letteratura slovena e mondiale.
Pubblica racconti, traduzioni dall'inglese, saggi e testi teorici su diverse riviste letterarie slovene, oltre a numerosi commenti e recensioni su opere letterarie, e ha lavorato come redattore presso la rivista Idiot.

## Opere

### Narrativa
- A/metà, Safarà, Pordenone, 2021 - ISBN 9788832107128 (Na/pol, 2013 - trad. dallo sloveno di Michele Obit).
- Ideoluzije (Ideoillusioni, 2015).
- Piksli (Pixel, 2021).

### Saggistica
- Bleda svoboda (Pallida libertà, 2017).
- They Torture Artists in the West (2020).